# Slutbetyg
Ett slutbetyg är ett betygsdokument som innefattar alla kurser genomgångna i gymnasieskolan eller Komvux vid examen. Slutbetyget kan endast fås genom vanlig treårig gymnasieutbildning och innefattar vanligtvis 2 500 gymnasiepoäng eller avslutad komvuxutbildning på 2 350 p. Betygsmedlet, som används vid ansökningar till högskola beräknas på medelbetyger per poäng som finns med på slutbetyget, det kan därför innebära en sänkning av medelbetyget att läsa för många kurser om man på dessa kurser fått lägre betyg än vad man haft i medelbetyg på de obligatoriska kurserna.

## Idrott
Sedan Gy 2011 har man ändrat kriteriet för betyget i Idrott och hälsa så att det numera räknas med:
"Betygen i samtliga kurser som ingår i slutbetyget räknas med. Betyg i Idrott och hälsa räknas bara med om det krävs för behörighet och/eller höjer jämförelsetalet."
Konsekvensen är att idrottsbetyg från och med 2011 kan dra ner medelbetyget som används för antagning.